# Tournefortia foetidissima
Tournefortia foetidissima là loài thực vật có hoa trong họ Mồ hôi. Loài này được Carl Linnaeus miêu tả khoa học đầu tiên năm 1753.